# 스테그노스페르마속
스테그노페르마속(Stegnosperma)은 석죽목에 속하는 속씨식물 속의 하나이다. 이 과는 일부의 분류학자들에게만 인정되며, 통상적으로 자리공과로 분류되어 왔다. APG 분류 체계(1998년)와 APG II 분류 체계(2003년)는 이 과를 인정하고, 핵심진정쌍떡잎식물군에 속하는 석죽목으로 분류했다. 스테그노페르마과(Stegnospermataceae)의 유일속으로 총 3종의 목본 식물을 포함하고 있다. 카리브해와 중앙아메리카에 자생한다.

## 하위 종
- Stegnosperma cubense
- Stegnosperma halimifolium
- Stegnosperma watsonii